# Parafia św. Maksymiliana Kolbego w Tczewie
Parafia św. Maksymiliana Kolbego w Tczewie – rzymskokatolicka parafia położona w  Tczewie. 
Parafia liczy 2850 wiernych.

## Historia
Parafia pw. św. Maksymiliana Kolbe w Tczewie została erygowana 1 stycznia 1986 roku przez Księdza Biskupa Mariana Przykuckiego. Pierwszym proboszczem erygowanej parafii został ks. Mieczysław Więckowski. Nowa parafia została wydzielona z parafii Podwyższenia Krzyża Świętego i objęła osiedle Staszica, znajdujące się w granicach Tczewa oraz wsie Czatkowy i Tczewskie Łąki.
Pierwsze Msze Święte na osiedlu Staszica były odprawiane pod zabytkową figurą Najświętszej Maryi Panny Królowej Polski, pochodzącej z okresu międzywojennego. Potem wybudowano kaplicę. Pierwsze nabożeństwo odprawiono w niej 16 listopada 1986 roku. Kaplica była przykryta prowizorycznym dachem. 2 marca 1989 roku Urząd Miejski wydał zezwolenie na budowę całego zespołu sakralnego. Kaplicę poświęcono 19 listopada 1989 roku. W grudniu 1991 roku zawarto umowę pomiędzy parafią a autorem
projektu budowy kościoła Sławomirem Muflem. Prace budowlane rozpoczęto w 1994 roku, wykonując wykopy pod fundamenty. W 1997 roku wzniesiono mury kościoła, a w 1998 zbudowano chór. W czerwcu 2000 roku w ścianę powstającego kościoła Jan Bernard Szlaga, pierwszy biskup pelpliński wmurował akt erekcyjny i kamień węgielny z celi śmierci, w której w Oświęcimiu zginął ojciec Maksymilian Maria Kolbe, patron parafii. W 2001 roku zakończono prace przy konstrukcji stalowej dachu, ustawiono konstrukcję wieży i położono dachówkę na dachu kościoła. W 2002 roku uformowano posadzkę kościoła i na całą powierzchnię wylano beton, a w 2003 roku rozpoczęto wykonywanie okien kościoła. W następnych latach założono w kościele instalację elektryczną, zakupiono i zainstalowano dzwony elektroniczne firmy „Tugal” oraz wykonano nagłośnienie w kościele. W 2022 zrobiono prace malarsko-rzeźbiarskie w prezbiterium.
3 października 2008 roku po ciężkiej chorobie zmarł proboszcz parafii ks. kanonik Mieczysław Więckowski. Nowym proboszczem został mianowany ks. Krzysztof Stoltmann, który kontynuuje inicjatywy duszpasterskie i gospodarcze podjęte przez poprzednika.

## Terytorium parafii
Ulice: Bosmańska, Chłopska, Czatkowska, Dokerów, Flisaków, Kapitańska, Nizinna, Okrętowa, Partyzantów, Portowców, Pionierów, Retmańska, Robotnicza, Stoczniowców, Spółdzielcza, Szyprów, Wiślana, Za Portem.
Do parafii należą także wsie: Czatkowy i Tczewskie Łąki.

## Duszpasterstwo
Pierwszym proboszczem i budowniczym kościoła parafialnego był śp. ks. Mieczysław Więckowski. Jest pochowany w Tczewie, na cmentarzu „Nowy” przy ul. 30 Stycznia.
Proboszczem parafii od 2008 jest ks. Krzysztof Stoltmann.